# Gohatto
Tabu (御法度, Gohatto) (1999) é um filme japonês produzido em língua japonesa, com legendas em idiomas ocidentais, dirigido por Nagisa Oshima que em 2000 foi apresentado no Festival de Cannes. Foi lançado no Brasil com o título Tabu.
Este filme, sobretudo, permite um olhar íntimo na vida de uma escola de samurais do período bakumatsu, isto é, do fim da era dos samurais, no século XIX. A homossexualidade, na tradição shudo, faz parte integral do enredo.
Tratando-se de um filme sobre os bravios guerreiros samurais, a violência também é retratada de forma bastante vívida.
Após se render, Kondō Isami foi decapitado em Itabashi, no dia 17 de maio de 1868 (ou em 25 de abril de 1868, no calendário lunar).

## Elenco
- Takeshi Kitano - Hijikata Toshizo
- Ryuhei Matsuda - Kano Sozaburo
- Shinji Takeda - Okita Sōji
- Tadanobu Asano - Hyozo Tashiro
- Yoichi Sai - Kondō Isami (ver foto antiga nesta página)
- Koji Matoba - Sugano Heibei
- Masa Tomizu - inspetor Yamazaki Susumu

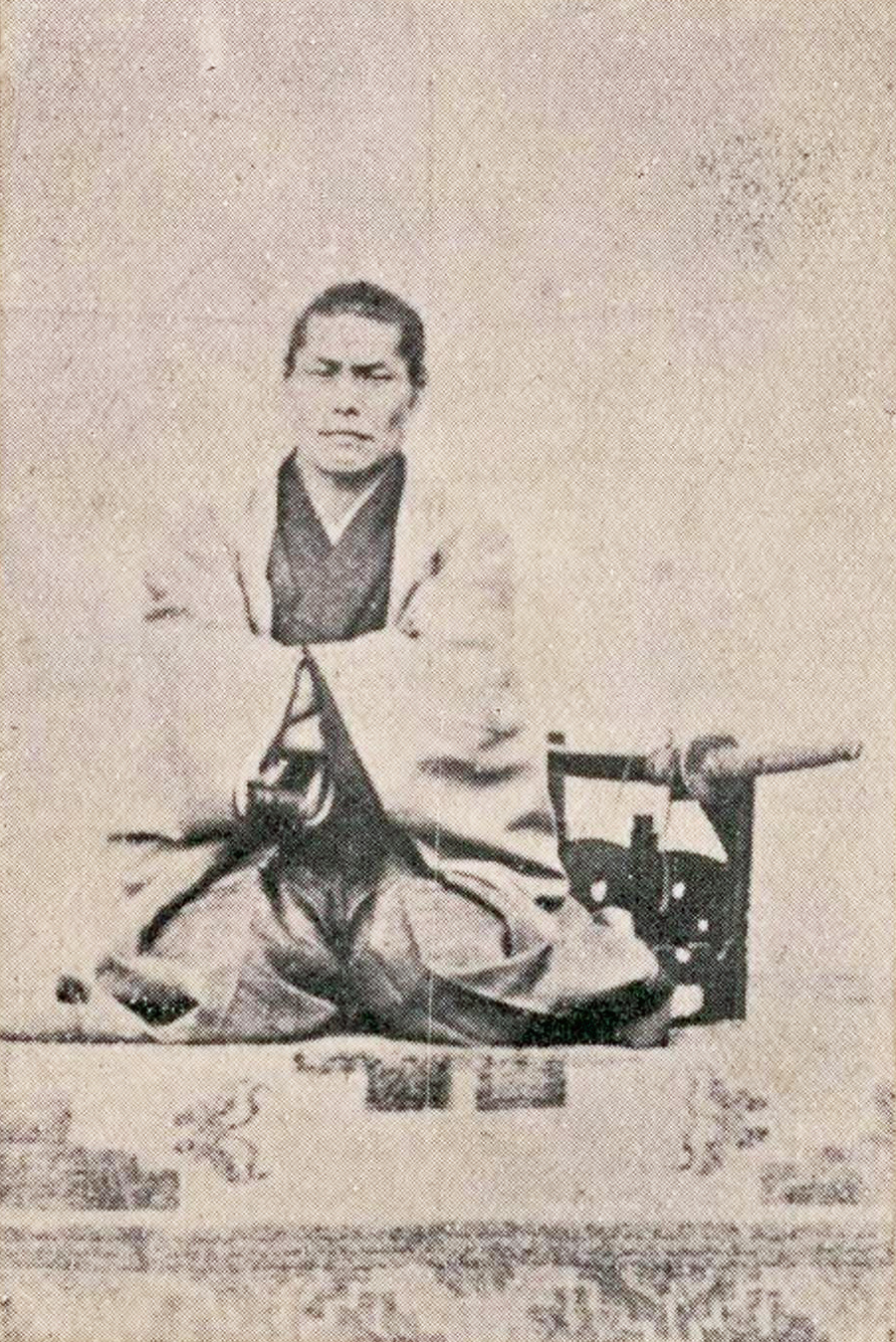
Kondō Isami (Kondō é o sobrenome de família).

- Masato Ibu - Ito Koshitaro